# Marjanowka (Omsk)
Marjanowka (russisch Марья́новка) ist eine russische Siedlung städtischen Typs in der Oblast Omsk.
In der Stadt befindet sich das Verwaltungszentrum des Rajons Marjanowka. Marjanowka liegt etwa 50 Kilometer von Omsk entfernt und hat 8630 Einwohner (Stand 14. Oktober 2010).
Ehemals lebte eine größere Anzahl von zwangsumgesiedelten Russlanddeutschen in Marjanowka.
Bevölkerungsentwicklung
| Jahr | Einwohner |
| ---- | --------- |
| 1939 | 3427      |
| 1959 | 5902      |
| 1970 | 5986      |
| 1979 | 7016      |
| 1989 | 8617      |
| 2002 | 8403      |
| 2010 | 8630      |

Anmerkung: Volkszählungsdaten